# Rossoshanskaya Krupnoplodnaya
Rossoshanskaya Krupnoplodnaya en ruso: Россошанская Крупноплодная, es una variedad cultivar de ciruelo (Prunus domestica), de las denominadas ciruelas europeas,
una variedad de ciruelaobtenida en la "Estación experimental de jardinería zonal de Rossoshanskaya". Las frutas tienen un tamaño grande, forma son redondos ovalados a redondos, forma regular, ligeramente o moderadamente aplanado en los lados, color principal de la piel es amarillo verdoso claro, el color de la cubierta es púrpura oscuro en el lado soleado y rojo violeta o marrón rojo con manchas translúcidas del color principal amarillo verdoso en la sombra, y pulpa de color ámbar, medianamente densa, jugosa, dulce con una ligera acidez, buen sabor.

## Sinonimia
- "Россошанская Крупноплодная",
- "Rossoshanskaya Frutos grandes",
- "Слива Россошанская Крупноплодная",
- "Sliva Rossoshanskaya Krupnoplodnaya".[4][5]

## Historia
'Rossoshanskaya Krupnoplodnaya' es una variedad de ciruela creada por el obtentor A. Ya. Voronchikhina en la "Estación experimental de jardinería zonal de Rossoshanskaya" mediante el cruce de la variedad 'Peach Michurin' como "Parental Madre" x el polen de 'Early Blue (Tsar)' como "Parental Padre".
'Rossoshanskaya Krupnoplodnaya' en 1986, la variedad fue aceptada para el ensayo estatal de variedades en la región central de la Tierra Negra de Rusia. Aún está poco distribuida, principalmente en los huertos familiares de las regiones de Voronezh y Belgorod.

## Características
'Rossoshanskaya Krupnoplodnaya' es un árbol de crecimiento bajo, a los 15 años no supera los 3 m de altura, la copa es apilada, extendida, bastante rala, con follaje débil o mediano. La corteza del tronco es de color marrón grisáceo, lisa, con fuertes grietas longitudinales; el tronco no es ondulado. Las lenticelas son deprimidas, cortas pero anchas, ubicadas densamente. Los brotes son rectos o, con menos frecuencia, ligeramente curvados, los entrenudos son largos, a una edad temprana son de color marrón carmesí al sol y verde claro con manchas marrones a la sombra, luego se vuelven marrones; la pubescencia es muy corta, pero bastante densa. Las yemas vegetativas son cónicas, con una punta puntiaguda, grandes (4 a 5 mm de largo) y prensadas; las yemas generativas son ampliamente cónicas con una punta puntiaguda, más pequeñas (2,5 a 3 mm), protuberantes o incluso protuberantes. La lámina de la hoja es redondeada, con un ápice redondeado o romo y una base redondeada, de 9 a 10 cm de largo y 8 a 9 cm de ancho en brotes de un año, arrugada, a menudo convexa o curvada en espiral a lo largo del nervio central; verde arriba, glabra, ligeramente brillante; verde claro abajo, escasamente pubescente y piloso, doblemente aserrado en los bordes, dentado fino, consistencia elástica. Pecíolo de 20 a 25 mm de largo con 1 a 2 pequeñas glándulas claras, verde claro, menos a menudo con una coloración de cubierta burdeos sucio muy débil, las estípulas están ausentes. Hay 1 a 2 flores en una inflorescencia; las flores son pequeñas. Florece a mediados de agosto; esta variedad es autoestéril. Sus mejores polinizadores son 'Renklod Sovetskiy', 'Nagrada' y 'Voskhod'.
'Rossoshanskaya Krupnoplodnaya' tiene frutos de tamaño grande, tienen un peso promedio de 36,6 gr, son redondos ovalados a redondos, forma regular, ligeramente o moderadamente aplanado en los lados, la parte superior del fruto es redonda, la base es plana o ligeramente redondeada, el embudo es muy estrecho y poco profundo, y una sutura ventral poco profunda y ancha, pero bien definida, no se agrieta; los frutos son glabros, cubiertos en un grado medio con una capa de pruina azulada, el color principal de la piel es amarillo verdoso claro, el color de la cubierta es púrpura oscuro en el lado soleado y rojo violeta o marrón rojo con manchas translúcidas del color principal amarillo verdoso en la sombra, el color de la cubierta ocupa más del 50% de la superficie del fruto; puntos ligeramente visibles; la sutura ventral es pequeña y ancha, pero claramente definida, no se agrieta; el pedúnculo es de longitud muy largo, de 20 a 25 mm, delgado de 1,0 a 1,5 mm; la pulpa es de color ámbar, medianamente densa, jugosa, dulce con una ligera acidez, buen sabor con una puntuación de cata de 4,5 puntos. Composición bioquímica de los frutos: 14,6% de sustancias solubles secas; 9,5% de azúcares, 1,3% de ácidos titulables, 0,7% de sustancias pectínicas, 11,6 mg/100 g de ácido ascórbico.
Hueso es semi adherente, es grande, con un peso promedio de 1,8 g, que es el 4,9% del peso del fruto, ampliamente ovalado, plano, de 25 a 27 mm de largo, 20 a 25 mm de ancho, el ápice es ampliamente redondeado, la base es de estrechamente redondeada a alargada, la sutura dorsal está ampliamente abierta a lo largo de toda su longitud, la sutura ventral es mediana, las costillas laterales sobresalen fuertemente y están bien definidas, la superficie es moderadamente tuberosa; el hueso se encuentra en una gran cavidad, se separa bien de la pulpa.
El fruto madura en la segunda decena de agosto en el sur de la Región Central de la Tierra Negra.

## Usos
Los frutos son adecuados tanto para el consumo en fresco como para diversos tipos de procesamiento: jugo con pulpa, mermelada, conservas. La compota de frutos grandes de la variedad 'Rossoshanskaya' es de alta calidad. Los frutos conservan bien su forma y no se ablandan. Su calificación general es de 4,5 puntos. También son ideales para elaborar ciruelas pasas grandes de alta calidad, con una calificación total de 4,8 puntos.

## Cualidades
La variedad es propensa a una sobrecarga de rendimiento y a la transición a una fructificación periódica. 
El árbol presenta una buena resistencia al invierno en el sur de la región central de la Tierra Negra. 
La variedad Rossoshanskaya de frutos grandes se ve levemente afectada (hasta 1,0 puntos) por clasterosporium y hasta 0,3 puntos por moniliosis. Desafortunadamente, esta variedad es completamente inestable a la poliestigmosis (mancha roja) y se ve gravemente afectada (5 puntos) en años de epifitosis. Los árboles pierden completamente sus hojas, los frutos están subdesarrollados y se caen. En el invierno siguiente, los árboles sufren fuertes heladas. Por lo tanto, durante el cultivo, es necesario un sistema de protección contra la poliestigmosis. 
Ventajas de la variedad: Frutos grandes y hermosos, de buen consumo y alta calidad tecnológica, alto rendimiento. 
Desventajas de la variedad: Baja resistencia a la poliestigmosis.